# Rodrigo Villalba
Pour les articles homonymes, voir Villalba.
Rodrigo Villalba, né le 2 mars 2006 à Villarrica au Paraguay, est un footballeur paraguayen qui joue au poste d'ailier droit au Club Libertad.

## Biographie

### En club
Né à Villarrica au Paraguay, Rodrigo Villalba commence par jouer au futsal à partir de l'âge de sept ans, et devient champion du monde dans cette discipline à 13 ans. Il commence à jouer au football lorsqu'il a 9 ans et décide de s'y consacrer, il est alors repéré par le Club Libertad, qu'il rejoint et où il est formé. Il commence toutefois sa carrière au professionnelle au Guaireña FC où il est prêté, faisant ses débuts à seulement seize ans.
De retour au Club Libertad il joue son premier match en équipe première le 10 juin 2023, face au Club Sportivo Ameliano en championnat. Il est titularisé et les deux équipes se neutralisent (1-1 score final).
Villalba inscrit son premier but en professionnel le 18 février 2024, lors d'une rencontre de championnat face au Sol de América. Titulaire, il se distingue en marquant le but égalisateur de son équipe, puis celle-ci parvient à l'emporter par deux buts à un. Il s'impose lors de l'année 2024 comme un joueur régulier de l'équipe première, son entraîneur Ariel Galeano lui donnant sa chance en en faisant le jeune joueur le plus utilisé du club.

### En sélection
Rodrigo Villalba représente l'équipe du Paraguay des moins de 17 ans, jouant au total sept matchs et marquant quatre buts.

## Palmarès
Club Libertad
- Championnat du Paraguay (2) :
  - Champion : 2023 et 2024.